# Lleó IV (galàxia)
Lleó IV és una galàxia nana esferoidal situada a la constel·lació del Lleó, descoberta el 2006 a partir de les dades obtingudes per l'Sloan Digital Sky Survey. La galàxia s'hi troba a una distància d'uns 160 kpc del Sol i s'allunya del Sol amb la velocitat d'uns 130 km/s. Es classifica com una galàxia nana esferoidal (dSph), cosa que significa que té una forma aproximadament rodona amb un radi llum mitjà d'uns 130 pc.
Lleó IV és un de les més petites i tènues galàxies satèl·lit de la Via Làctia; la seua lluminositat integrada és d'aproximadament 15.000 voltes la del Sol (magnitud visible absoluta de −5,5±0,3.5±0.3), la qual és molt més baixa que el lluminositat d'un cúmul globular típic. Tanmateix, la seva massa és aproximadament 1.5 milions de masses solars, cosa que significa que la relació massa/lluminositat de Lleó IV és al voltant 150. Una relació elevada massa-llum implica que Lleó IV està dominat per la matèria fosca.
La població estel·lar de Lleó IV es compon principalment d'estrelles antigues formades fa més de 12.000 milions d'anys. [3] La metal·licitat d'aquestes estrelles antigues també és molt baixa a [Fe / H] ≈ -2,58 ± 0,75, cosa que significa que contenen elements 400 vegades menys pesants que el Sol. Les estrelles observades eren principalment gegants vermells, tot i que una sèrie també es van descobrir diverses estrelles de la branca horitzontal que inclouen tres estrelles variables RR Lyrae. [3] Les estrelles de Lleó IV van estar probablement entre les primeres estrelles a formar-se a l'Univers. No obstant això, l'estudi detallat de la població estel·lar va revelar la presència d'un petit nombre d'estrelles molt més joves amb l'edat d'uns 2.000 milions d'anys o menys. Aquest descobriment apunta a una història complicada de formació d'estrelles d'aquesta galàxia. [3] Actualment no hi ha formació estel·lar a Lleó IV. Fins ara, les mesures no han detectat cap hidrogen neutre: el límit superior és de només 600 masses solars.
El 2008, es va descobrir una altra galàxia anomenada Lleó V als voltants de Lleó IV. La primera s'hi troba a 20 kpc més lluny de la Via Làctia que la segona i a 3 graus (~ 10 kpc) de distància. Aquestes dues galàxies poden estar físicament associades a cada othe
El 2008, una altra galàxia es va anomenar Leo V va ser descobert en la proximitat de Leo IV. L'anterior és localitzat 20 kpc més enllà de la Manera Lletosa que l'últim i 3 graus (~ 10 kpc) lluny d'ell. Aquests dues galàxies poden ser físicament associades.